# ルノー・ER100
ER100は、フランスの自動車メーカーであったベルリエおよび同社を吸収したルノーが展開したトロリーバス車両。フランス各都市のトロリーバスの近代化を目的に開発され、連節式車両のPER180と共に長期に渡って生産が実施された。

## 概要

### 開発までの経緯
1960年代まで、フランス各地に存在していたトロリーバス向けの車両はヴェトラ（Vétra）によって開発・製造が実施されていたが、同社が1964年に破産して以降、残存していた各都市のトロリーバスは車両の更新が滞る事態となった。そのような中で1973年、トロリーバスが現存する都市の1つであったリヨンの市長はトゥールで実施された公共交通会議の中で自動車メーカーのベルリエとの間にトロリーバス開発に関する交渉を行う旨を提案し、同年11月に同社は設計事務所への調査を承認した。そして1974年、当時フランスに残存していた5都市のトロリーバスの運営事業者による委員会により、新たな標準型トロリーバスの使用を研究した後、1975年12月にベルリエに向けて共同発注を実施した。これが「ER100」および「ER180」「PER180」である。この開発にあたっては、ベルリエおよび同社を合併したルノー（RVI）に加え、電気機器の設計に関してトラクション・カンパニー・エレクトロ・メカニク・エリコン（Traction-Compagnie électro-mécanique-Oerlikon）およびSOVEL（現：アルストム）の協力を受けている。

### 構造
ER100をはじめとした各形式の車体は、開発当時ベルリエ（→ルノー）が展開していたバスのPR100と連節バスのPR180と同型のものが用いられている。これらのバス車両との相違点は架線からの集電に対応した走行機器であり、屋根上には集電装置としてポールが設置されている。また、車体後部には直流電動機が設けられており、速度制御は後述の通り抵抗制御および電機子チョッパ制御に対応した装置によって行われる。また、ER100には停電などの緊急時に備え、直流電動機を稼働させる発電機能を備えたディーゼルエンジンも搭載されている一方、PER180には架線が無い区間でも長距離運転が可能なよう通常のバスと同様のディーゼルエンジンを始めとした機器が設置されている。

### 車種
ER100およびPER180は、搭載している機器の違いにより以下の形式に細分化されている。
- ER100 - 全長11.52 mの車両。
  - ER100.R - 抵抗制御方式に対応した制御装置を搭載。
  - ER100.H - 電機子チョッパ制御方式の制御装置を搭載。
- ER180 - 全長17.56 mの連節式車両。充電池を搭載し、架線が無い区間でも電力を用いた走行が可能となっている試作車。
- PER180 - 全長17.79 mの連節式車両。バスと同様のディーゼルエンジンを搭載し、架線が無い区間でも長距離走行が可能である。
  - PER180.H - 電機子チョッパ制御方式の制御装置を搭載。

## 運用
一連のベルリエ（→ルノー）製のトロリーバス車両のうち、最初に開発されたのはER100（ER100.R）で、1976年に試作車が公開され、グルノーブル市内での試運転を経て改良を加えた量産車が1977年から1981年にかけてフランス各都市に導入された。続けて1981年からは電力効率を向上させたER100.Hの製造が開始され、両形式合わせて1990年までに合計324両が生産された。
一方、連節式車両のPER180についても1982年に開通したナンシーのトロリーバス（ナンシー・トロリーバス）向け車両を皮切りにフランス各都市に導入された。また、フランス国外に向けてもアメリカ合衆国の規格に適合した車両が試作されシアトル（シアトル・トロリーバス）で試運転が実施されたが、正式な導入には至らなかった。

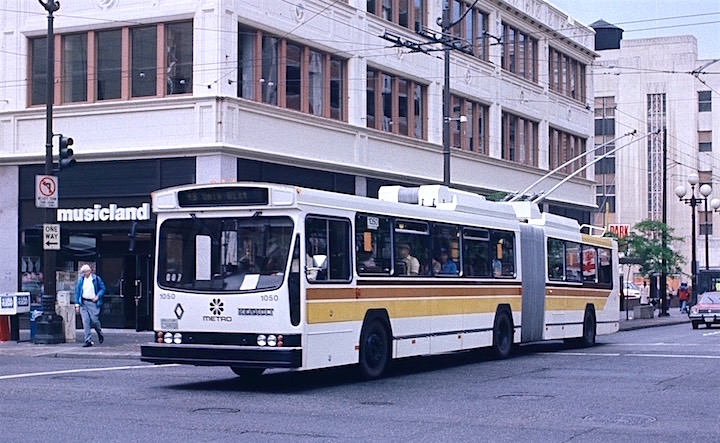
シアトルでの試運転（1983年撮影）

試作車のみが製造されたER180やシアトル向け車両を除き、ER100およびPER180が導入された都市は以下の通り。その後、老朽化に伴い大半が廃車されたが、一部はフランス国外のトロリーバス路線に譲渡されている他、保存されている車両も存在する。また、グルノーブルのように導入後に路線が全廃した車両がフランスの別の都市へ譲渡された事例もある。
| ER100・PER180 導入都市一覧 | ER100・PER180 導入都市一覧                            | ER100・PER180 導入都市一覧 | ER100・PER180 導入都市一覧 | ER100・PER180 導入都市一覧 |
| 導入国                     | 都市                                                  | 導入両数                   | 導入両数                   | 備考                       |
| 導入国                     | 都市                                                  | ER100                      | PER180                     | 備考                       |
| -------------------------- | ----------------------------------------------------- | -------------------------- | -------------------------- | -------------------------- |
| フランス                   | グルノーブル (グルノーブル・トロリーバス)             | 50両                       | 8両                        |                            |
| フランス                   | リモージュ (リモージュ・トロリーバス)                 | 40両                       |                            |                            |
| フランス                   | リヨン (リヨン・トロリーバス)                         | 136両                      |                            |                            |
| フランス                   | マルセイユ (マルセイユ・トロリーバス)                 | 48両                       |                            |                            |
| フランス                   | サン＝テティエンヌ (サン＝テティエンヌ・トロリーバス) | 25両                       | 10両                       |                            |
| フランス                   | ナンシー (ナンシー・トロリーバス)                     |                            | 48両                       |                            |

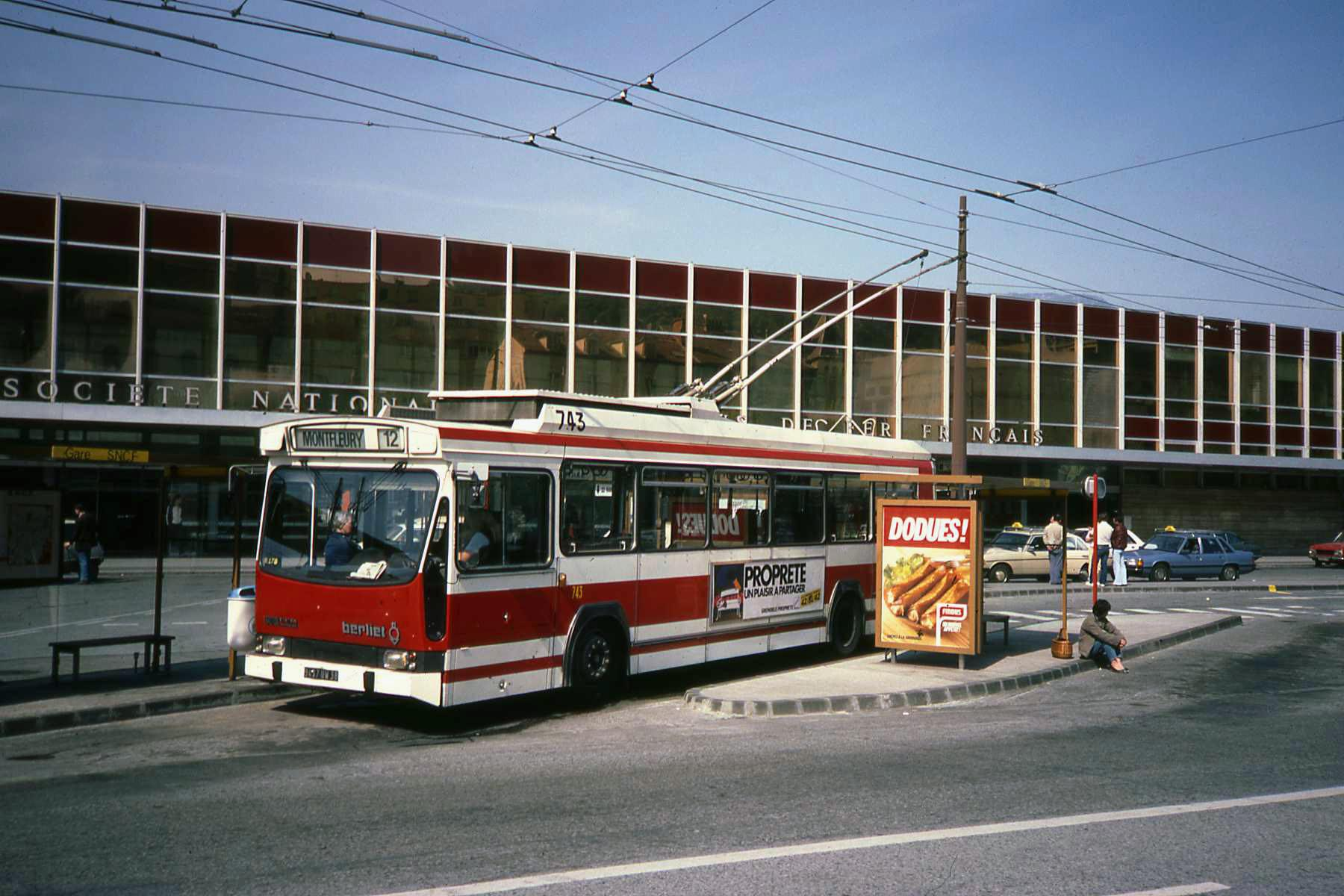
ER100（グルノーブル） （1984年撮影）
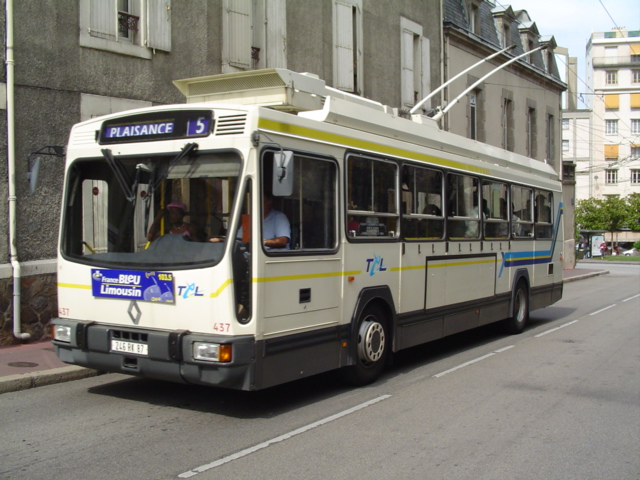
ER100（リモージュ） （2004年撮影）
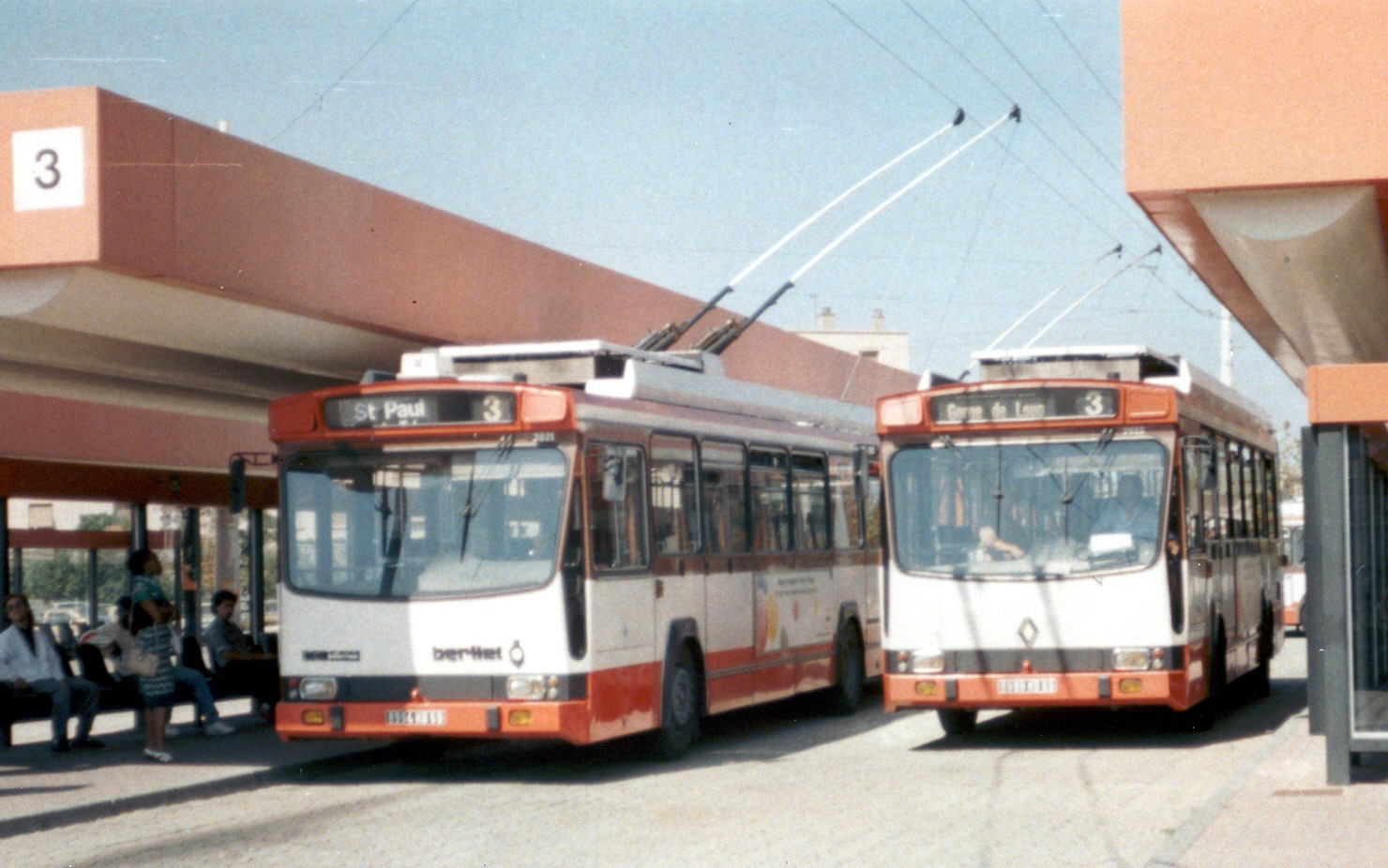
ER100（リヨン） （1992年撮影）
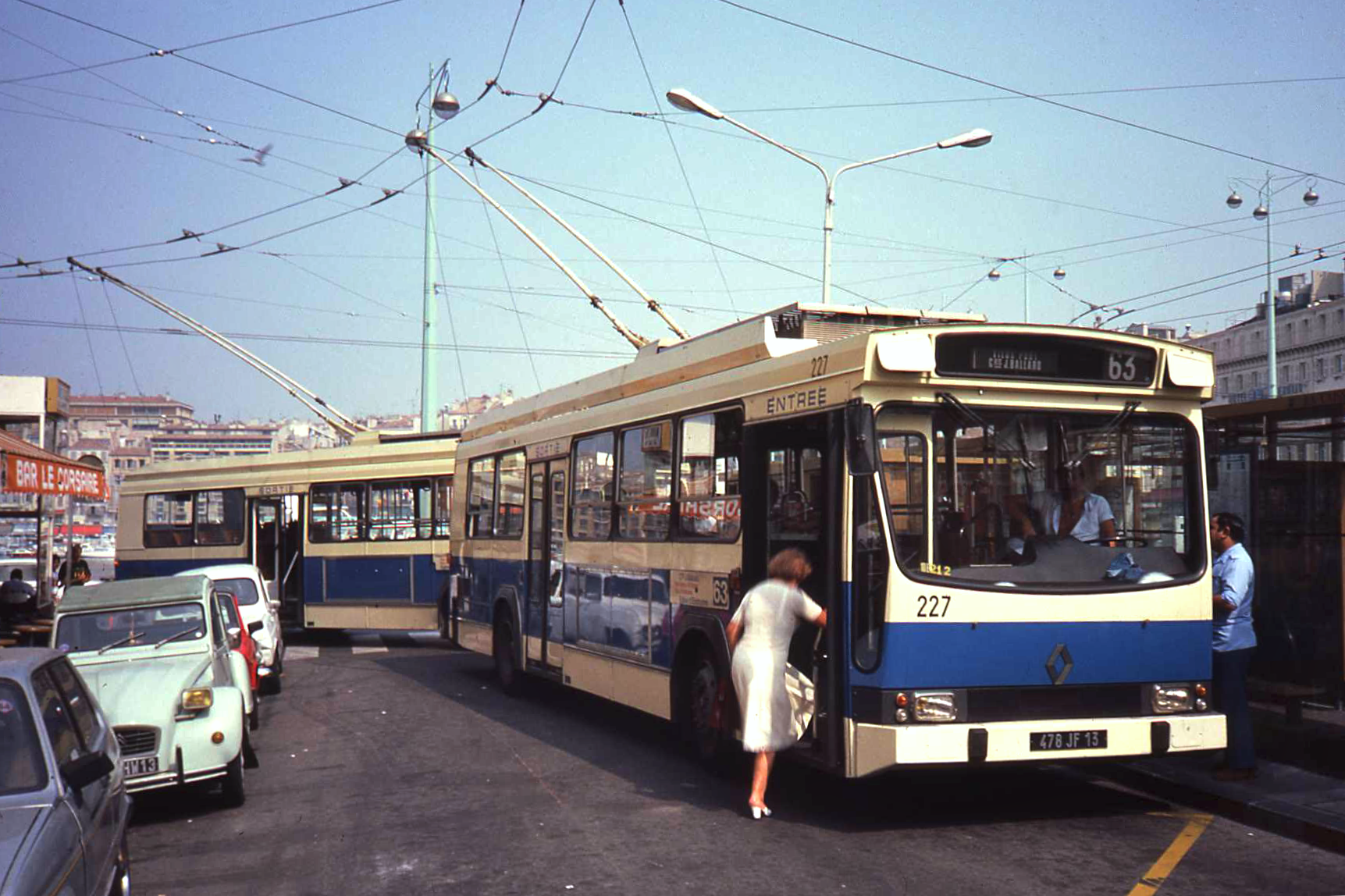
ER100（マルセイユ） （1984年撮影）
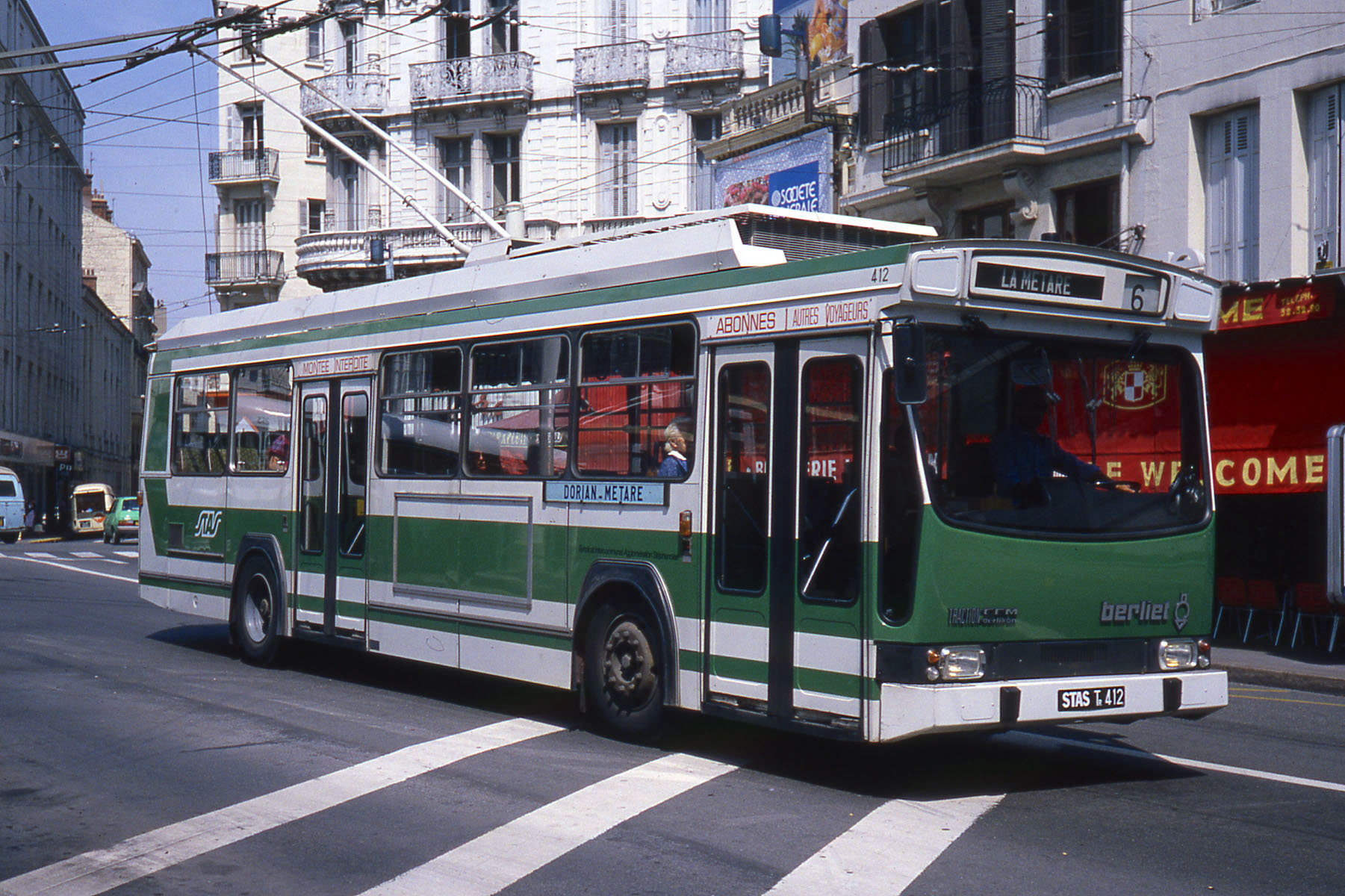
ER100（サン＝テティエンヌ） （1981年撮影）
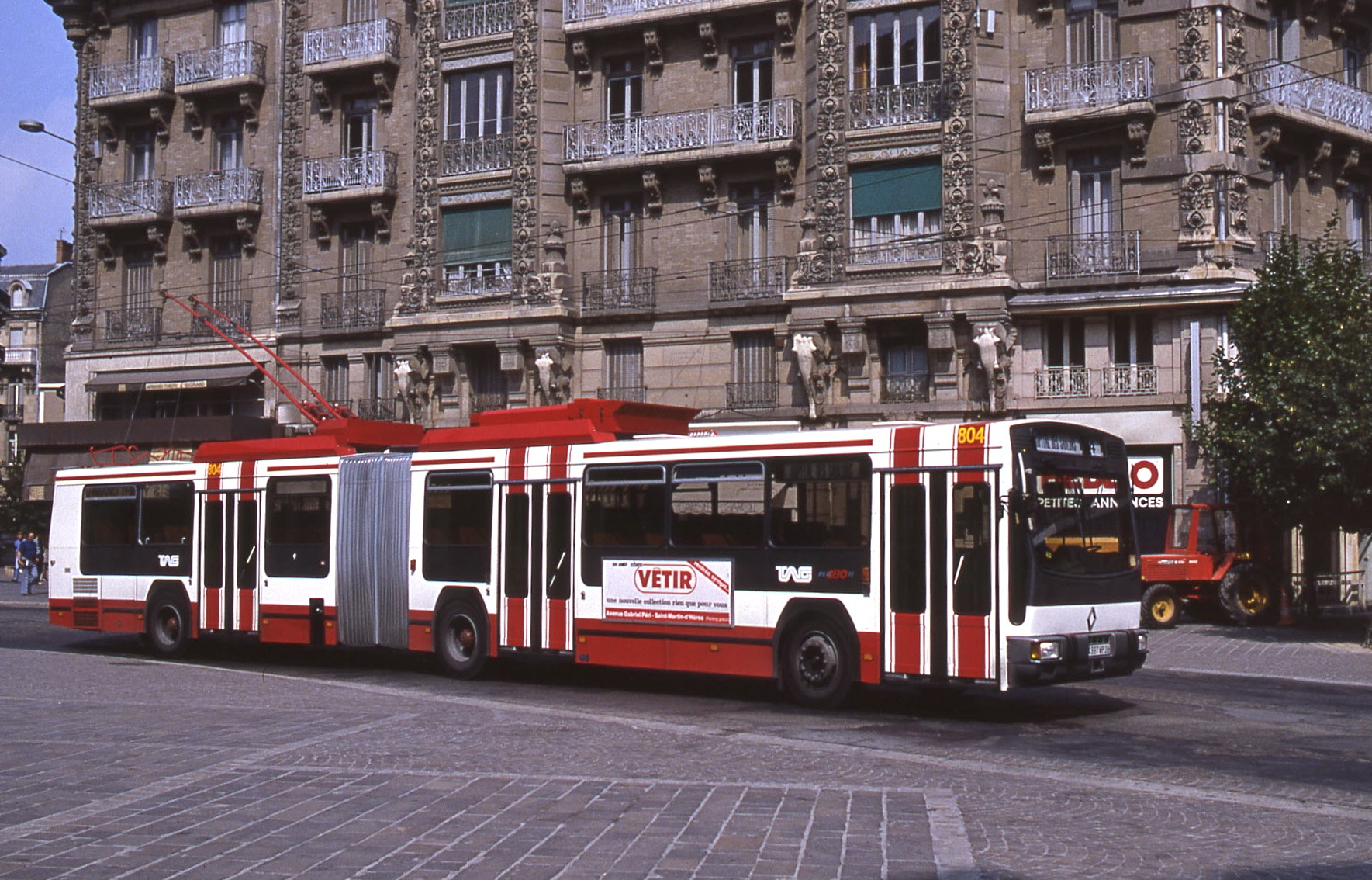
PER180（グルノーブル） （1984年撮影）
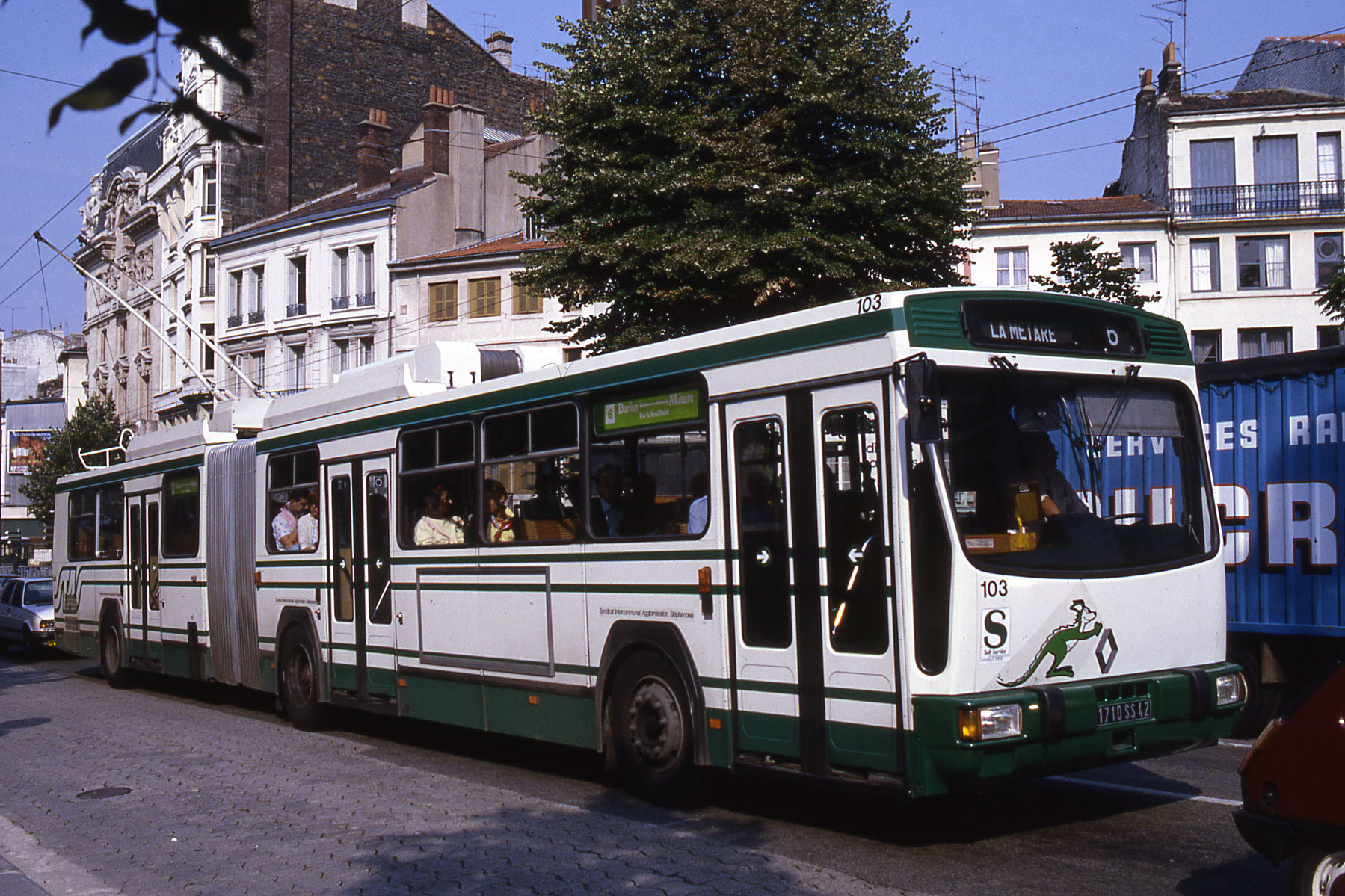
PER180（サン＝テティエンヌ） （1985年撮影）

## 関連項目

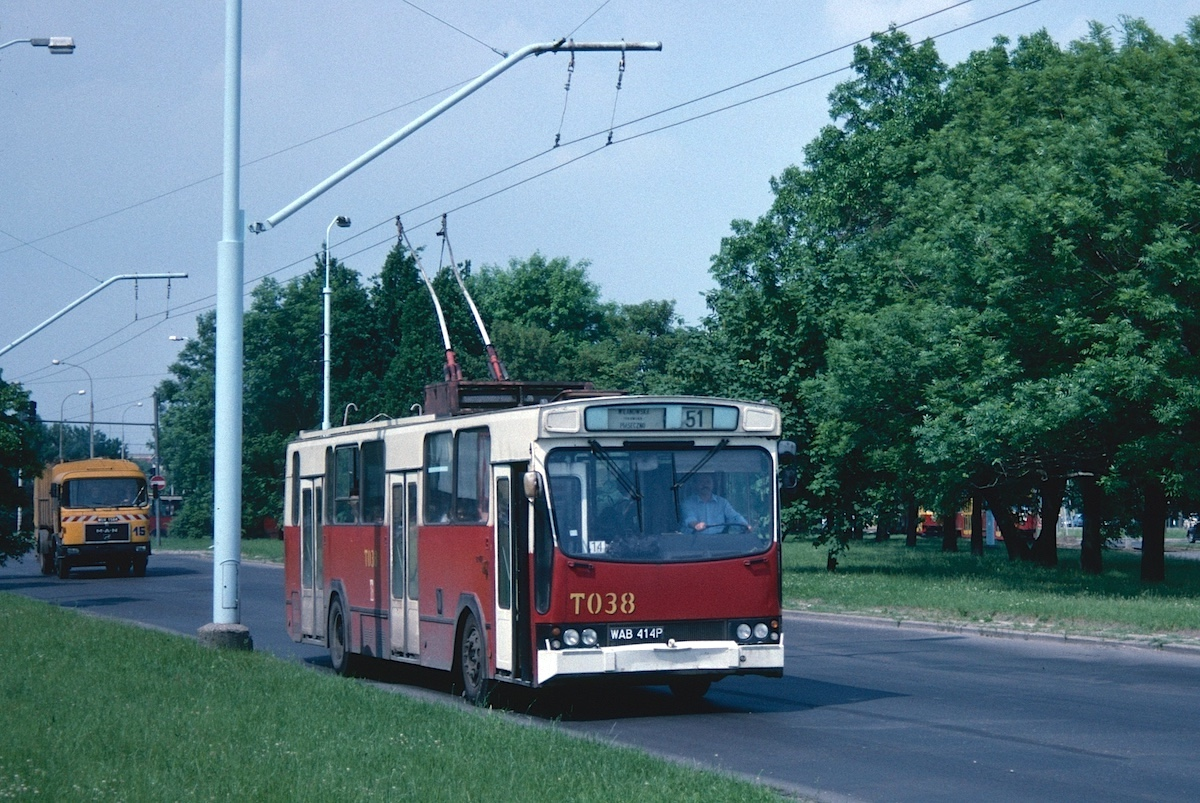
イェルチ・PR110E（ワルシャワ） （1995年撮影）

## 参考資料
- F.Fabre; A. Klose (1987). COST 303 Evaluation technique et economique des programmes nationaux de trollybus bi-mode (PDF) (Report). Commission des Communautés européennes. ISBN 92-825-7003-7. 2025年3月26日閲覧。